# مكان مقدس
المكان المقدس هو المكان الذي لهُ شأن عظيم عند فئة من الناس لأهميته التاريخية في تغيير طريقة حياتهم أو عقيدتهم ويمكن أن تُمارس فيه العبادات في بعض الأديان مثل الأسلام والمسيحية واليهودية.

## الأماكن المقدسة في الإسلام
تنحصر الأماكن المقدسة في الإسلام بدور العبادة أو المساجد وأكثر الأماكن المقدسة عند المسلمين بالترتيب المسجد الحرام ثم المسجد النبوي ثم المسجد الأقصى ومن ثم بقيّة المساجد.